# وزارة البيئة والطاقة (كرواتيا)
وزارة البيئة والطاقة: (باللغة الكرواتية: Ministaru zaštite vilka i energetic) هي وزارة تابعة للحكومة الكرواتية مسؤولة عن حماية البيئة. كانت إدارة البيئة وحماية الطبيعة في حكومات "الاتحاد الديمقراطي الكرواتي" (HDZ) دائمًا جزءًا من وزارة البناء والتخطيط المكاني، لكن في حكومات "الحزب الديمقراطي الاشتراكي الكرواتي" (SDP) أصبحت هذه الإدارة وزارة مستقلة.

## الدوائر الحكومية المغطاة
- وكالة حماية البيئة

- وكالة عقارية

- قسم الجيولوجيا الحكومية

- المعهد الجيوديسي الكرواتي